# Parafifi
Parafifi est une chanson du musicien congolais Grand Kallé et de son groupe l'African Jazz, enregistrée une première fois en 1953 sur disque 78 tours par le label Opika, avant d’être rééditée dans les années 1960 sur le label Surboum African Jazz. Elle est aujourd’hui considérée comme l’un des fondements de la rumba congolaise moderne. 

## Contexte et inspiration
Selon plusieurs sources, le titre Parafifi  est un mot-valise composé de « Paraiso », un ami béninois de Kallé, et « Félicité », surnommée Fifi, une speakerine célèbre à Radio Brazzaville. La chanson serait ainsi une dédicace personnelle à ces deux figures,.

## Versions enregistrées

### Version originale (1953)
La première version fut enregistrée en 1953 chez Opika sur disque 78 tours. Elle se caractérise par une instrumentation minimaliste, sans cuivre, avec une guitare discrète jouée par Nico Kasanda (alias Docteur Nico) et des percussions assurées par Kaya Depuissant,. Le chant est mené par Grand Kallé, dans un style lent et sentimental.

### Version Surboum African Jazz (~1961)
Une seconde version a été produite au début des années 1960 sur le label Surboum African Jazz, fondé par Grand Kallé. Pressée sur 45 tours, cette version plus rythmée met en avant André Kambite, surnommé « Damoiseau », à la guitare solo.

### Autres versions et hommages
Une version cha-cha-cha de la chanson existe également, probablement enregistrée dans les années 1960. En 2016, le chanteur Sam Mangwana lui rend hommage dans la chanson Félicité sur son album Lubamba.

## Analyse musicale
Musicalement, Parafifi illustre les premiers traits distinctifs de la rumba congolaise : voix mélodieuse, guitare picking, structure binaire, et rythme syncopé. La version originale privilégie la lenteur et l’émotion, tandis que la reprise de 1961 est plus dansante, reflet de l’ouverture du genre au public urbain africain.

## Paroles
La chanson est interprétée en lingala. Le texte célèbre la beauté lumineuse de Félicité, et la fascination qu’elle suscite :

Félicité, mwana mwasi suka botembé

Oy’a lelo, obebisi mokili awa

Ces paroles sont emblématiques du style lyrique de Kallé, mêlant tendresse et poésie amoureuse.

## Réception et postérité
Parafifi est aujourd’hui considérée comme une chanson fondatrice de la rumba congolaise moderne, au même titre que  Kallé Kato . Elle continue d’être diffusée à la radio, lors de cérémonies traditionnelles ou d’événements nostalgiques, et figure dans de nombreuses anthologies musicales du Congo.

## Influence culturelle
Plusieurs spécialistes ont souligné l'importance de  Parafifi  dans la trajectoire de Grand Kallé. Pour l’écrivain François Ondai Akiera, elle constitue « l’opus romantique par excellence de Kallé et l’African Jazz ». L’inscription de la rumba congolaise au patrimoine culturel immatériel de l’humanité par l’UNESCO en 2021 a contribué à revaloriser des titres phares comme Parafifi .